# 卡米耶·卡塔拉
卡米耶·卡塔拉（法語：Camille Catala，1991年5月6日—），生于蒙彼利埃，法国女子足球运动员。她曾代表法国国家队参加2012年夏季奥林匹克运动会足球比赛，获得第四名。